# Gabriella Szűcs
Gabriella Szűcs, född 7 mars 1988 i Székesfehérvár, är en ungersk vattenpolospelare.
Szűcs tog EM-brons i Eindhoven 2012 och hon deltog i vattenpoloturneringen vid olympiska sommarspelen 2012. Hon var med om att ta tog VM-brons i världsmästerskapen i simsport 2013 i Barcelona, EM-brons i Budapest 2014, EM-guld i Belgrad 2016 och hon deltog i vattenpoloturneringen vid olympiska sommarspelen 2016.
Szűcs ingick i det ungerska landslag som tog brons i vattenpoloturneringen vid olympiska sommarspelen 2020.